# Deiphobos von Amyklai
Deiphobos (altgriechisch Δηΐφοβος Dēḯphobos) von Amyklai, Sohn des Hippolytos, ist eine Gestalt der griechischen Mythologie.
Nachdem Herakles im Wahn den König von Elis, Iphitos, ermordet hatte, kam er zu Deiphobos, welcher ihn von der Schuld reinigte.